# 楊國福麻辣燙

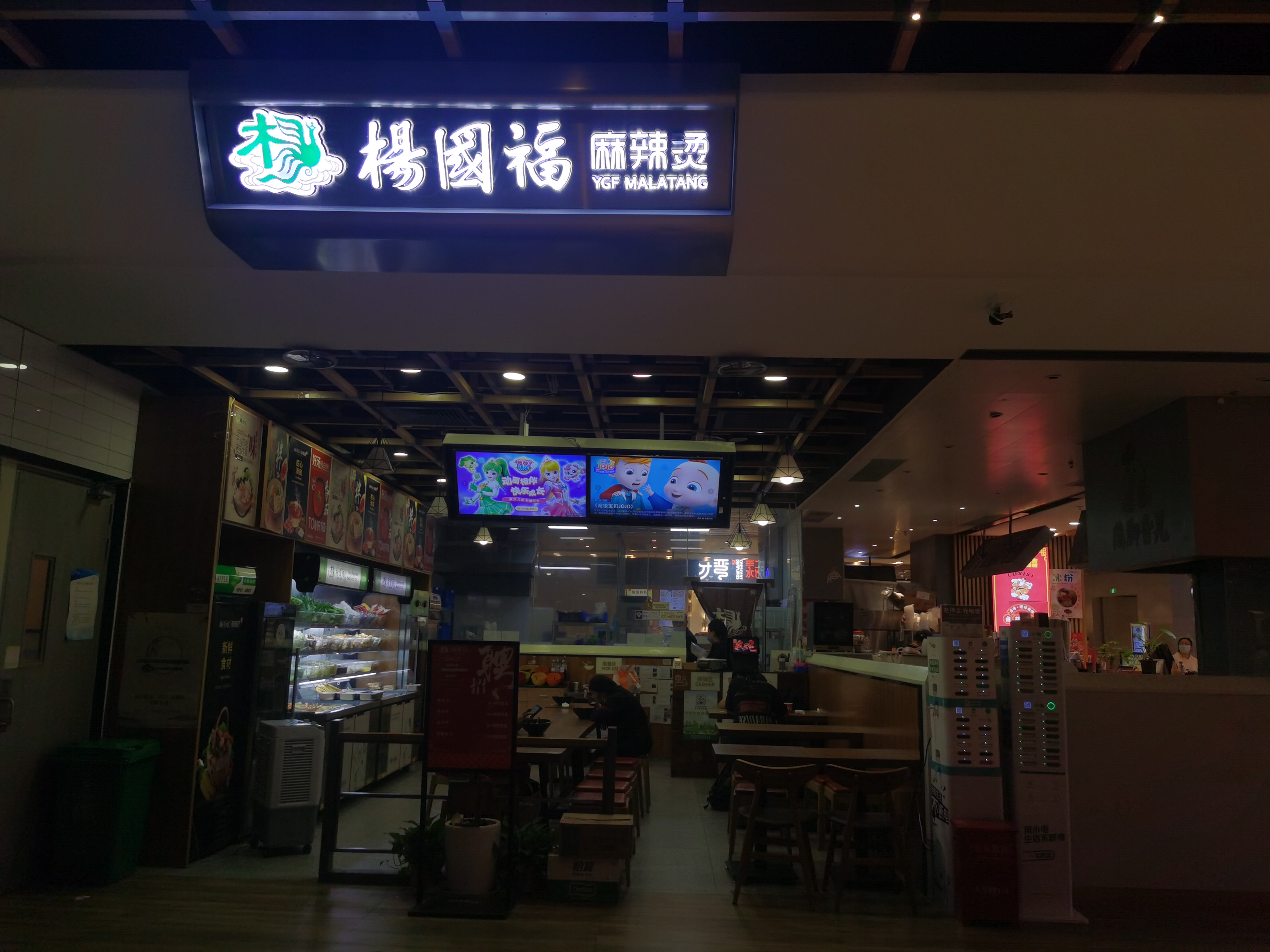
位于苏州中心商场负一层的楊國福麻辣燙

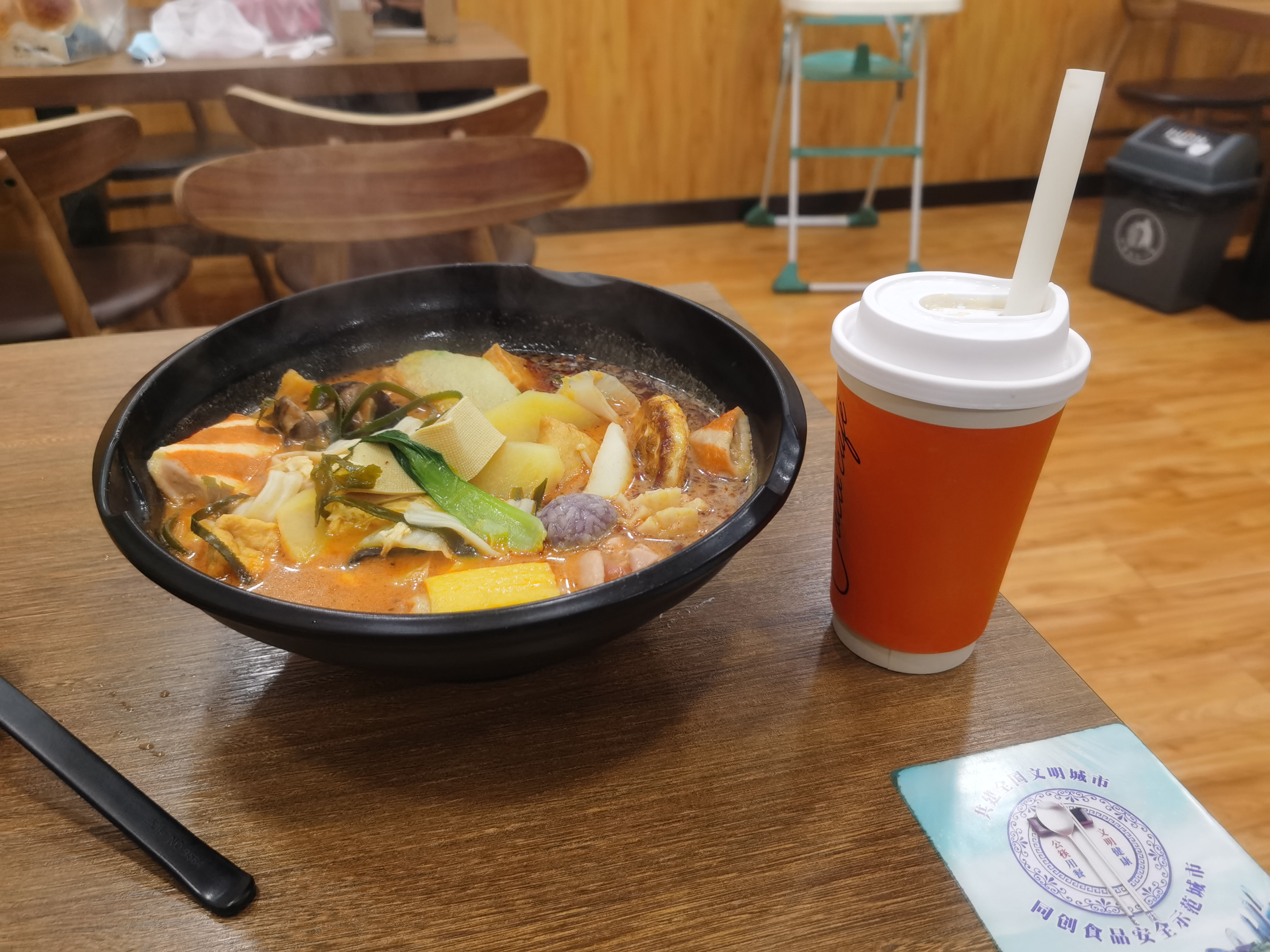
一碗楊國福麻辣燙

楊國福麻辣燙（英語：YGF Malatang）是一家中国的麻辣燙連鎖店。

## 历史
2000年，創始人楊國福和他的妻子開始在路邊攤賣小吃，2001年，楊國福開始研發麻辣燙底料。2003年，楊國福麻辣燙的前身「楊記麻辣燙」在中國東北哈爾濱開設首店。2005年，楊國福註冊商標，2006年開放加盟，後來業務拓展至日本、韓國和新加坡，2015年将总部迁至上海。截至2021年，楊國福麻辣燙加盟店超過6000家。2023年9月6日在香港中環开设门店。

## 食品安全问题
2021年7月，視頻博主「內幕糾察局」暗中調查楊國福麻辣燙的其中一間加盟店，發現倉庫內的食材被老鼠咬過後仍繼續使用、地上遍布老鼠屎，娃娃菜和豬肺等食材未清洗直接使用等問題。7月25日，楊國福麻辣燙在新浪微博發佈致歉聲明，稱該門店已經停業整頓。
2024年5月，在广东省中山市，一消费者在杨国福麻辣烫菜品区域发现活的老鼠。三角镇市场监督管理分局到场调查并确认举报属实，责令店家整改。
新浪旗下消费者服务平台“黑猫投诉”发布《2024年度线下餐饮机构领域红黑榜榜单》，杨国福麻辣烫位列黑榜第一。
2025年2月19日，在广西壮族自治区防城港市东兴市，一消费者在杨国福麻辣烫北仑大道店打包麻辣烫时，发现一只活老鼠在该店的餐品展示台上。次日，东兴市市场监督管理局接报并至现场处置确认举报属实，要求展柜所有食品按照损坏处理，并责令店家整改。
2025年3月18日，在江苏省苏州市，有网民发布的视频显示，在杨国福麻辣烫印象城店的餐柜里发现有一只老鼠正在活动，引起网络广泛关注。苏州工业园区市场监督管理局到现场调查并确认举报属实，决定立案处理并责令该店停业整顿。3月19日，中共中央办公厅、国务院办公厅发布《关于进一步强化食品安全全链条监管的意见》，提出食品贮存监管、食品运输协同监管和配送安全管理等九个方面的要求。